# Einar Suðringur
Einar Suðringur   (Hèbrides, segle X - Suðuroyarfjørður, 1005 (Gregorià)) va ser un cabdill viking i bónði de l'illa de Suðuroy, a les illes Fèroe. Apareix com a personatge històric a la Saga dels feroesos.
El 969 Einar va mantenir una discussió amb Eldjarn Kambhøttur, un seguidor del poderós goði Havgrímur, per la postura de dos germans parents d'Einar, Brestir Sigmundsson i Beinir Sigmundsson sobre la petita illa de Stóra Dímun. Al 970 el Løgting (el parlament feroès) va fallar a favor d'Einar, el que va desembocar en tragèdia quan Eldjam i Havgrímur van tramar una emboscada on van morir els germans.
Segons la saga Einar va morir ofegat a l'estret de Suðuroyarfjørður el 1005.
El sobrenom suðringur indicaria la procedència d'Einar a Suðreyjar, les illes meridionals dels territoris vikings de les Illes de el Nord, que correspon a les illes Hèbrides i Mann.